# Geronimo (figlio di Carlo Martello)
Geronimo, Hieronymus in latino (720 circa – dopo il 782) è stato un principe della casa reale carolingia, conte di San Quintino, che si distinse in campo militare.

## Origine
Era il figlio del Maggiordomo di palazzo di Austrasia ed in seguito maggiordomo di palazzo di tutti i regni dei Franchi, Carlo Martello (che era figlio di Pipino di Herstal o Pipino II maggiordomo di palazzo di tutti i regni dei Franchi e di Alpaïde di Bruyères, (circa 650-† 717), di cui non si conoscono gli ascendenti, ma l'Ex Chronico Sigeberti monachi ci informa che era sorella di un certo Dodone, domestico di Pipino II, che martirizzò il vescovo di Liegi, San Lamberto) e di una sua amante di cui non si conscono gli ascendenti.

## Biografia
Egli è una figura oscura della quale si hanno scarse notizie, comunque il Genealogiae Comitum Flandriae conferma che Geronimo era figlio di Carlo Martello.
Così come ai fratellastri, Bernardo, Remigio e Grifone, alla morte del padre, gli venne negata qualunque pretesa sull'eredità paterna, che spettò ai soli figli di primo letto, Carlomanno e Pipino.
Secondo l'Herimanni Augiensis Chronicon, dopo che il papa Stefano II, a Parigi, aveva unto (28 giugno 754) Pipino il Breve, re dei Franchi, il duca Geronimo, fratello (fratellastro) di Pipino, scortò il papa a Roma.
Molto probabilmente, dopo questi avvenimento divenne abate laico di San Quintino.
Si era sposato con Ercheswinda (o Ermentrude, secondo la storico francese Christian Settipani, esperto di genealogie, Geronimo si era sposato due volte). Il nome Ercheswinda viene usato dall'abate Folcuino che scrisse la biografia di uno dei figli della coppia, il vescovo Folcuino, figlio di Geronimo, zio di Carlomagno e Ercheswinda, mentre nel Cartulaire de l'abbaye de Saint-Bertin, il presule Folcuino è detto figlio di Geronimo e di Ermentrude.
Geronimo viene citato in un documento di un giudizio di Carlomagno, datato 782, in cui Carlo lo definisce, assieme ad altri, suo fedele conte.
Di Geronimo non si conosce l'anno esatto della morte perché, dopo il 782, non viene più citato in nessun documento

## Discendenza
Geronimo dalla moglie, Ercheswinda (o Ermentrude), di cui non si conoscono gli ascendenti, molto probabilmente di stirpe gota, gli diede quattro figli:
- Audoino, citato nel Cartulaire de l'abbaye de Saint-Bertin[12];
- Fulrado (†31 gennaio 826),  abate di San Quintino[11]
- Ricarda, che sposò Nitardo e, secondo la storico francese Christian Settipani, esperto di genealogie, ricevette in dono una proprietà dal fratello, Fulrado[14]:
- Fulcuino[11] († Esquelbecq, 15 dicembre 855), fu, secondo l'abate Folcuino, vescovo di Thérouanne[15]. Viene citato nel Cartulaire de l'abbaye de Saint-Bertin, come santo vescovo, figlio di Geronimo e di Ermentrude[12].

## Ascendenza
|                          |   |              | Genitori         |  |  | Nonni |  |  | Bisnonni |  |  | Trisnonni       |  |
|                          |   |              |                  |  |  |       |  |  | Ansegiso |  |  | Arnolfo di Metz |  |
|                          |   |              |                  |  |  |       |  |  | Ansegiso |  |  | Arnolfo di Metz |  |
|                          |   | Doda di Metz |                  |  |  |       |  |  | Ansegiso |  |  |                 |  |
| Pipino di Herstal        |   |              |                  |  |  |       |  |  | Ansegiso |  |  |                 |  |
|                          |   | Begga        | Pipino di Landen |  |  |       |  |  |          |  |  |                 |  |
|                          |   | Begga        | Pipino di Landen |  |  |       |  |  |          |  |  |                 |  |
|                          |   | Begga        | Itta di Nivelles |  |  |       |  |  |          |  |  |                 |  |
| Carlo Martello           |   | Begga        |                  |  |  |       |  |  |          |  |  |                 |  |
|                          |   | ?            | …                |  |  |       |  |  |          |  |  |                 |  |
|                          |   | ?            | …                |  |  |       |  |  |          |  |  |                 |  |
|                          |   | ?            | …                |  |  |       |  |  |          |  |  |                 |  |
| Alpaïde di Bruyères      |   | ?            |                  |  |  |       |  |  |          |  |  |                 |  |
|                          |   | ?            | …                |  |  |       |  |  |          |  |  |                 |  |
|                          |   | ?            | …                |  |  |       |  |  |          |  |  |                 |  |
|                          |   | ?            | …                |  |  |       |  |  |          |  |  |                 |  |
| Geronimo di San Quintino |   | ?            |                  |  |  |       |  |  |          |  |  |                 |  |
|                          | … | …            |                  |  |  |       |  |  |          |  |  |                 |  |
|                          | … | …            |                  |  |  |       |  |  |          |  |  |                 |  |
|                          | … | …            |                  |  |  |       |  |  |          |  |  |                 |  |
| …                        | … |              |                  |  |  |       |  |  |          |  |  |                 |  |
|                          |   | …            | …                |  |  |       |  |  |          |  |  |                 |  |
|                          |   | …            | …                |  |  |       |  |  |          |  |  |                 |  |
|                          |   | …            | …                |  |  |       |  |  |          |  |  |                 |  |
| ?                        |   | …            |                  |  |  |       |  |  |          |  |  |                 |  |
|                          |   | …            | …                |  |  |       |  |  |          |  |  |                 |  |
|                          |   | …            | …                |  |  |       |  |  |          |  |  |                 |  |
|                          |   | …            | …                |  |  |       |  |  |          |  |  |                 |  |
| …                        |   | …            |                  |  |  |       |  |  |          |  |  |                 |  |
|                          |   | …            | …                |  |  |       |  |  |          |  |  |                 |  |
|                          |   | …            | …                |  |  |       |  |  |          |  |  |                 |  |
|                          |   | …            | …                |  |  |       |  |  |          |  |  |                 |  |
|                          |   | …            |                  |  |  |       |  |  |          |  |  |                 |  |

### Fonti primarie
- (LA)  Fredegario, FREDEGARII SCHOLASTICI CHRONICUM CUM SUIS CONTINUATORIBUS, SIVE APPENDIX AD SANCTI GREGORII EPISCOPI TURONENSIS HISTORIAM FRANCORUM.
- (LA)  Annales Marbacenses.
- (LA)  Monumenta Germaniae Historica, Scriptores, tomus IX.
- (LA)  Monumenta Germaniae Historica, Scriptores, tomus V.
- (LA)  Monumenta Germaniae Historica, Scriptores, tomus XVI.1.
- (LA)  Cartulaire de l'abbaye de Saint-Bertin.
- (LA)  Monumenta Germaniae Historica, Diplomatum Karolinorum, tomus I.
- (LA)  Rerum Gallicarum et Francicarum Scriptores, tomus tertius.

### Letteratura storiografica
- Christian Pfister, La Gallia sotto i Franchi merovingi. Vicende storiche, in Storia del mondo medievale, Cambridge, Cambridge University Press, 1999,  pp. 688-711.
- Gerhard Seeliger, Conquiste e incoronazione a imperatore di Carlomagno, in Storia del mondo medievale, Cambridge, Cambridge University Press, 1999,  pp. 358-396.